# Abrigo de Eudoviges
El abrigo de Eudoviges, cueva de Eudoviges o covacho de Eudoviges es un yacimiento arqueológico en Alacón (Provincia de Teruel, España) que se considera uno de los más antiguos vestigios de presencia humana en Aragón. Forma parte del conjunto del Arte rupestre del arco mediterráneo de la península ibérica declarado Patrimonio de la Humanidad por la UNESCO en el año 1998 (ref. 874.588).
Se trata de un yacimiento paleolítico musteriense, donde se han descubierto herramientas de sílex y huesos de animales, apuntando a su uso como taller y campamento de caza.  Asimismo existen pinturas de estilo levantino, mal conservadas, como parte de un conjunto de escenarios en la zona posteriores cronológicamente. De épocas posteriores también se encontraron restos de cerámica del neolítico o la Edad del Cobre.
Fue excavado en 1969-1970 por Ignacio Barandiarán Maestu, de la Universidad de Zaragoza. Está protegido como Bien de Interés Cultural por la Ley 3/1999, de 10 de marzo.